# Bawàndides

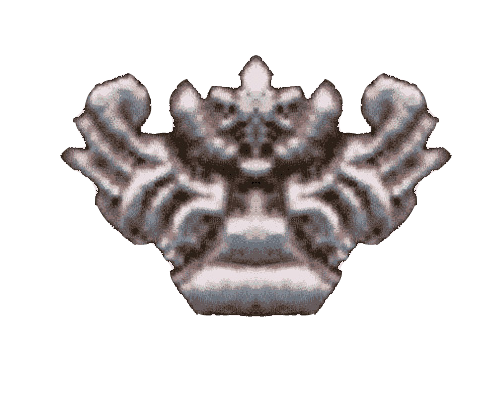
Símbol del regne de Tapúria

Els bawàndides (en farsi Al-e Bavand) fou una dinastia de sobirans que va regir Tabaristan del segle vii al XIV. El seu ancestre fou Baw (Bav) elegit rei pels ciutadans del Tabaristan en els moments de confusió de la invasió musulmana (data tradicional 665). Aquesta branca fou coneguda (fins al 1057) com a Kawusiya (Kawúsida, Kawúsides) pel seu suposat ancestre Kaws (Kaus) fill de rei sassànida Cobades I.
Fou assassinat el 680 per un personatge de nom Walaix o Adhur Walaix que sembla el masmughan de Dunbawand. Es va sostenir vuit anys fins que el seu fill Surkhab ibn Baw o Sohrab ibn Baw, amb el suport de la població, el va derrotar i va recuperar el tron. Surkhab va tenir com a successor al seu fill Mihr Mardan ibn Surkhab (717-755), i aquest també al seu fill Surkhab II ibn Mihr Mardan. Sembla que els bawàndides van romandre tot el temps com a senyors del Tabaristan oriental amb seu a Pirim (Firim). Durant aquest període (segle VII-segle viii) els àrabs es van instal·lar a la plana (761) després d'eliminar els dabúyides.

## Bawàndides i relacions amb els Karínides
Vers el 761 els musulmans van conquerir les planes de Tabaristan i van tenir contactes amb les dinasties locals de les muntanyes. En aquest moment al Tabaristan oriental regnava el bawàndida Xarwin I ibn Surkhab II, besnet de Surkhab. les muntanyes del centre i occident estaven en mans de Bandad Hormozd, de la dinastia Karínida amb seu a Lafur. Xarwin va agafar el títol d'ispahbad que tenien els dabúyides igual com van fer els karínides. Xarwin va agafar també el de "rei de les muntanyes". Aquestes dues cases van combatre els àrabs fins a ser sotmesos el 785. El 805 van anar a fer submissió al califa que era a Rayy.
A Xarwin el va succeir el seu net Xahriyar I ibn Karin (vers 817 a 825/826). El 825/826 Xapur (Sapor) va succeir a Xahriyar però al cap de molt poc temps fou capturat i executat pel net de Bandad Hormozd (o Wandad Hormuzd), Mazyar ibn Karin. Mazyar que es va apoderar dels territoris bawàndides. El 839 Mazyar fou enderrocatm pels tahírides i Karin I ibn Xahriyar, germà de Sapor (Xapur) va ser restaurat als seus antics dominis. El 842 es va convertir a l'islam.

## Bawàndides i relacions amb els zaidites (alides)
Els bawàndides foren hostils als zaidites alides, però va haver de jurar lleialtat a l'alida el 866. No va tardar a trair el jurament (867) i el 868 va haver de fugir a Kumis. El 879 Rustam I ibn Surkhab, net de Karin, va recuperar els seus dominis en una revolta, però derrotat fou obligat a sotmetre's amb el compromís de no aixecar mai més un exèrcit. A la mort de Hasan el 884, Rustam va donar suport al hasanita Abu l-Husayn Ahmad ibn Muhammed, amb seu a Amol, en la seva pretensió de succeir a Hasan en contra de Muhammad ibn Zayd; aquest va triomfar i va atacar a Rustam (885) a les muntanyes i el va fer fugir del seu territori cap als dominis del saffàrida Amr I ibn al-Layth, que va intercedir al seu favor i el domini li fou retornat. L'acord no fou molt durador i el 890 l'alida va expulsar altre cop a Rustam que va anar amb Rafi ibn Hàrthama però aquest va signar la pau amb els alides i llavors Rustam es va aliar al saffàrida Amr I ibn al-Layth, per lo qual Rafi el va matar (895).

## Bawàndides i relacions amb els samànides, ziyàrides i buwàyhides
El va succeir en els drets el seu fill Xarwin II ibn Rustam que el 900 fou restaurat en els seus dominis pels samànides quan es van apoderar de Tabaristan. Fou lleial als samànides igual com també ho fou el ispahbad karínida Xahriyar ibn Baduspan. Derrotat un exèrcit samànida Xarwin no va tenir més remei que sotmetre's a l'alida Nasir al-UtruX (914). Al següent imam alida, Ḥasan ibn Kasim al-Da'i van haver d'anar els dos ispahbads (bawàndoda i karínida) a Astarabad a fer-li submissió formal però amenaçats de ser empresonats o executats van fugir; els seus dominis foren devastats i els seus fill agafats com a ostatges. Del que va passar després no hi ha notícies però es va produir una reconciliació abans del 926. Maqan ibn Kaki, el general daylamita al servei dels alides, el va restaurar en els seus dominis a Xahriarkuh. Vers el 1030 el va succeir el seu fill Xahriyar II ibn Xarwin (II).
El 947/948 el buwàyhida Rukn al-Dawla va conquerir Tabaristan i Xahriyar se li va haver de sotmetre personalment però en realitat romania lleial a l'emir ziyàrida WuXmgir i als samànides i el 964 fou enderrocat pel seu germà Rustam II ibn Xarwin (II) amb suport buwàyhida; va fugir a territori samànida i és esmentat per darrer cop el 968.
El poder el tenia Rustam II que tenia el suport dels buwàyhides; va encunyar monedes a Firim entre el 964 i 979 en totes les quals el seu senyor buwàyhida és reconegut i per les quals se sap també que era xiïta; fou el pare (o avi) de Sayyeda, la muller del buwàyhida Fakhr al-Dawla, que a la mort d'aquest fou regent a Rayy en nom del fill menor d'edat Majd al-Dawla.
Vers el 980 Rustam II fou succeït pel seu fill Marzuban ibn Rustam autor del Marzuban-nama una col·lecció de faules i anècdotes, que està testimoniat a Firim per les monedes entre 981 i 985, en les quals es reconeix la sobirania del buwàyhida Fakhr al-Dawla. Una moneda datada el 986/987 esmenta com ispahbad a Xirwan ibn Rustam, que no reconeixia la sobirania buwàyhida i que deu ser el mateix sobirà esmentat per Ibn Isfandiyar com Xarwin Bawand governant el 982, potser un germà de Rustam oposat a l'hegemonia buwàyhida.
El 986/987 apareix la primera moneda de Xahriyar III ibn Dara ibn Rustam, en la qual reconeix la sobirania buwàyhida. Dara ibn Rustam probablement fou el fill hereu (i potser breu successor) de Rustam II, i llavors el seu fill Xahriyar III va ocupar el seu lloc o el va succeir. Però Marzuban ibn Rustam s'hauria apoderat del poder.
Xahriyar III va marxar a l'exili a Nixapur on estava el ziyàrida Kabus. A la mort de Fakhr al-Dawla el 997, Kabus li va facilitar tropes amb les que va anar a Xahriarkuh per expulsar al seu oncle Marzuban el que va aconseguir, i llavors va proclamar la sobirania de Kabus. Llavors Marzuban va retornar amb forces proporcionades pels buwàyhides però fou rebutjat per Xahriyar III. Kabus va signar la pau amb el buwàyhida Madj al-Dawla per la qual el ziyàrida era reconegut sobirà de Gurgan i Tabaristan i llavors Xahriyar III va mostrar signes de voler ser independent; amb suport buwàyhida i la neutralitat de Kabus, Marzuban va tornar a atacar i es va apoderar del principat i només prendre possessió de Xahriarkuh es va declarar a favor de Kabus (998/999). El 999 estava en el poder quan el va visitar al-Biruni. Xahriyar ibn Dara va morir a Rayy el 1000. Sembla que hauria tingut tres fills, un de nom Surkhab (que després torna a aparèixer), un de nom Rustam (III) ibn Xahriyar, i un de nom al-Abbas, i almenys un net de nom Xahriyar Abu l-Fawaris ibn al-Abbas ibn Xahriyar que va fer construir una torre-tomba a Ladjim el 1022, però no se sap segur si cap dels tres va arribar a regnar.
Al segle xi hi ha molt poques dades sobre els ixpabads. Després de Marzuban probablement els bawàndides van continuar governant però no hi ha notícies certes; potser es van crear alguns petits principats locals amb parts dels dominis.

## Bawàndides branca ispahbadiya i relacions amb els seljúcides
Vers el 1057 Karin II ibn Surkhab ibn Xahriyar III, d'origen incert, va restablir el poder sobre tot l'antic principat; hauria mort vers el 1074, i el va succeir el seu fill Xahriyar V ibn Karin Husam al-Dawla, nascut vers el 1039.
Karin II ibn Surkhab ibn Xahriyar III es pot considerar el fundador d'una segona branca (els ixpabadiya, Ispahbàdides, Ispahbàdida), donat el seu origen incert. Fou vassall dels seljúcides com el seu fill i successor Husam al-Dawla Xahriyar V ibn Karin. Portaven el títol d'ispahbads i reis de Mazanderan (Esfahbaḏ-e Esfahbaḏān, Malek-e Māzandarān) i eren xiïtes. Ḥusam al-Dawla Xahriyar V fou el primer que va dominar Sari que va esdevenir la seva nova capital. Una moneda emesa a Sari porta el seu nom i el del seu sobirà, el sultà Barkyaruq (1094-1108), però la seva força derivava de les seves fortaleses a la muntanya. Els dos van regnar a l'ombre dels seljúcides.
Mort Husam al-Dawla va pujar al poder el seu fill Karin III ibn Xahriyar Nadjm al-Dawla. Sobtadament el 1116 es va posar malalt i va morir després d'assegurar la successió al seu fill Rustam IV ibn Karin a favor del qual havia fet fer el jurament a la noblesa i als caps. Assabentat de la mort del seu germà, el príncep Ali ibn Xahriyar Ala al-Dawla, que era a la cort seljúcida, va reclamar la successió. Rustam va caure malalt i va morir (1118) segons els rumors enverinat. El sultà no obstant volia dominar directement les terres i fortaleses i va empresonar a Ali i al Tabaristan es van disputar el poder el seu germà Bahram ibn Xahriyar (V) i el seu nebot Faramurz ibn Rustam (IV). A la mort poc després del sultà Muhàmmad ibn Màlik-Xah (1117) el seu fill Mahmud II ibn Muhàmmad ibn Màlik-Xah va fer alliberar a Ali, li va donar a la seva tia en matrimoni tal com aquesta volia, i el va deixar retornar a Tabaristan. Faramurz es va sotmetre a la seva autoritat, però Bahram va resistir amb les armes fins que fou derrotat.
Ali va regnar a l'ombra del sultà Sandjar amb el qual va tenir diversos enfrontaments. Va morir el 1142 i el seu fill Xah Ghazi Rustam V ibn Ali Nusrat al-Din va pujar al tron. La primera part del seu regnat va estar dominada per la figura de Sandjar però aquest fou fet presoner al Khurasan per bandes oghuz el 1153 i la situació va esdevenir més complicada. El 1156 Sandjar va fugir del seu captiveri i va retornar a Merv, i els oghuz es van retirar cap a Transoxiana (octubre/novembre) i Xah Ghazi va atacar llavors les fortaleses ismaïlites de Mehrbon i Mansurkuh que va conquerir després de llargs setges. Va ocupar llavors Bistam i Damghan (1157). El 1161 va enviar ajut al amir Sunkur Inandj que va poder recuperar Rayy que estava governada per Muhammad Palawan, fill d'Ildegiz, el fundador de la dinastia d'atabegs ildegízides inicialment a Iraq i Arran i després a l'Azerbaidjan, Jibal i Arran, que l'havia ocupat poc abans, però Inandj fou finalment derrotat i es va refugiar als dominis bawàndides. Xah Ghazi es va aliar a Sunkur Inandj al que va donar a la seva filla en matrimoni i el va nomenar comandant en cap de l'exèrcit, en la perspectiva de conquerir el Djabal i Khurasan. El senyor d'aquest territori, Muayyid Ayaba, va iniciar una ofensiva (1163) i va ocupar Bistam i Damghan però el 1164 Xah Ghazi va enviar al amir Sabik al-Dawla al-Qazwini a reconquerir Bistam i Damghan cosa que va aconseguir rebent la senyoria feudal sobre aquests territoris.
Xah Ghazi va morir el 23 de gener de 1165. El va succeir el seu fill Hasan ibn Rustam (V) Ala al-Dawla Xaraf al-Muluk (1165-1173) que es va casar amb la filla de Sunkur Inandj de Rayy, Ayesa, i el va ajudar en la nova revolta contra Ildegiz que es va acabar el 1168/1169 amb la mort d'Inandj. Ildegiz es va apoderar de Rayy, pel govern de la qual va nomenar al seu fill Muhammad Pahlawan que ja havia rebut també Ardabil a la mort del seu amir. Hasan va enviar un petit exèrcit al Khurasan però poc després fou assassinat pel seu esclau i guardaespatlles (1173).
El va succeir el seu parent Ardashir Ibn Hàssan Husam al-Dawla (1173-1206) net d'Ali Ala al-Dawla. Muayyid Ayaba fou assassinat pel xa de Coràsmia Tekix (1174) i Ardashir va recuperar llavors Astarabad, Bistam i Damghan, fent una aliança amb Tekix. Va ajudar a Tekix en la conquesta de Gurgan (1184), i en les seves campanyes a Nixapur el 1186 i 1187, contra el seu germà Mahmud i els amirs fidels a aquest, però cada vegada de més mala gana. En aquestes campanyes Tekix es va assegurar posicions molts fortes al Khurasan i alguns amirs i notables van abandonar el servei d'Ardashir, ja que preferien la senyoria del poderós xa de Coràsmia. Això va fer degradar encara més les relacions entre Ardashir i el seu sogre que van acabar en enfrontaments fronterers.
Tekix va reforçar als seus aliats i va eliminar els aliats bawàndides. Havia ocupat els territoris bawàndides orientals a l'est de TamiXa (Tomisa) i exigia a Ardashir la rendició de Bistam i Damghan, i Ardashir no va tenir més remei que accedir. Tekix va fer la seva primera campanya a l'Iran occidental el 1192. Per un moment els bawàndides van recuperar de manera directa o indirecta Bistam, Damghan i Gurgan, mentre Mahmud Sultanxah, germà del xa de Coràsmia que governava a Merv en oposició a Tekix, s'apoderà de NiXapur, però la mort de Mahmud Sultanxah a Merv el novembre del 1193 va posar als amirs de Khurasan al servei de Tekix. El 1194 Tekix va retornar a l'Iran occidental. Ardashir no se li va oposar. Al retorn de Tekix, al passar per Gurgan, va enviar a l” amir local Sutaix contra Ardashir. L'amir va atacar i saquejar Sari i va nomenar un delegat pel territori a l'est de Tomisa (Tamixa). El 1196 TekiX va anar per tercer cop a l'Iran occidental, encara que aquesta vegada no es va ocupar gairebé d'Ardashir. En la darrera expedició de Tekix a l'Iran occidental el 1199, va conquerir Firuzkuh, Ustunawand i Folul, i Ardashir va haver d'enviar el seu fill Xaraf al-Muluk com a ostatge.
Tekix va morir poc després (1200) i el va succeir el seu fill Muhammad Ala al-Din. El poder de Coràsmia a l'Iran occidental es va ensorrar i tots els vassalls es van revoltar. Muhammad Ala al-Din estava ocupat a l'orient i Ardashir va poder recuperar les seves possessions incloent Damghan, Firuzkuh, Folul i Ustunawand. Ardashir va morir el 1205/1206. Vers el mateix temps va morir l'hereu Xaraf al-Muluk, i la successió va passar a un altre fill, Xams al-Muluk Rustam VI ibn Ardashir (1206-1210), que estava empresonat a la fortalesa de Dara per haver estat part en una revolta el 1199, i fou portat al tron a Amol.
Un altre fill més jove, Rukn al-Dawla Karin, va reclamar també la successió i va buscar el suport del xa Muhammad Ala al-Din, que va enviar al seu germà Ali Xah, senyor de Damghan i Bistam, en suport seu. Ali Xah va envair Tabaristan però llavors Rustam va acceptar un arranjament i va cedir el tron al seu germà Karin (III). Es van establir amistoses relacions entre Ali Xah i els dos bawàndides. Però el 1207/1208 Ali Xah va entrar en conflicte amb el seu germà que el va fer matar.
En aquesta situació el poder de Coràsmia passava a ser més directe i mentre els ismaïlites s'expandien per l'oest. Karin fou assassinat pels ismaïlites el 1209 i Xams al-Muluk Rustam va retornar al tron però fou assassinat a traïció al cap d'uns mesos per l'alida Abu Riza Husayn ibn Muhammad Mamatiri (1 d'abril de 1210) sense deixar fills. El xa de Coràsmia va agafar el domini directe.

## Llista d'ispahbads
- Baw 665-680
- Walaix 680-688
- Surkhab ibn Baw 688-717
- Mihr Mardan ibn Surkhab 717-755
- Surkhab II ibn Mihr Mardan 755-772
- Xarwin I ibn Surkhab (II) 772-abans de 817
- Xahriyar I ibn Karin abans de 817-825
- Sapor ibn Xahriyar 825-826
- Mazyar ibn Karin (dinastia karínida) 826-839
- Karin I ibn Xahriyar Abu l-Muluk 839-868
- Als zaydites alides 868-879
- Rustam I ibn Surkhab ibn Karin 878-885
- Als zaydites alides 885-886
- Rustam I ibn Surkhab? ibn Karin 886-890 (segona vegada)
- Als zaydites alides 890-900
- Xarwin II ibn Rustam 900-930
- Xahriyar II ibn Xarwin (II) 930-964
- Rustam II ibn Xarwin (II) 964-979
- Dara ibn Rustam ? 979-980 (o 985-986 o mai)
- Marzuban ibn Rustam 980-985
- Xirwan ibn Rustam (rebel?) vers 982
- Dara ibn Rustam ? 985-986 (o 979-980 o mai)
- Xahriyar III ibn Dara ibn Rustam 986-vers 990
- Marzuban ibn Rustam vers 990-997 (segona vegada)
- Xahriyar III ibn Dara ibn Rustam 997-999 (mort 1000) (segona vegada)
- Marzuban ibn Rustam vers 999-1006? (tercera vegada)
- Rustam III ibn Xahriyar (III) vers 106-1020 ?
- Shahriyar IV Abu l-Fawaris ibn al-Abbas ibn Xahriyar (III) vers 1020-1057 ?
- Karin II ibn Surkhab ibn Shahriyar (III) 1057-1074
- Xahriyar V ibn Karin Husam al-Dawla 1074-1114
- Karin III ibn Xahriyar (V) Nadjm al-Dawla 1114-1116
- Rustam IV ibn Karin Xams al-Muluk 1116-1117
- Bahram ibn Xahriyar 1117-1118
- Faramurz ibn Rustam (IV) 1117-1118
- Ali ibn Xahriyar (V) Ala al-Dawla 1118-1142
- Xah Ghazi Rustam V ibn Ali Nusrat al-Din 1142-1165
- Hasan ibn Rustam (V) Ala al-Dawla Sharaf al-Muluk 1165-1173
- Ardashir Ibn Hàssan Husam al-Dawla 1173-1206
- Sharaf al-Muluk 1206
- Rustam VI ibn Ardashir Xams al-Muluk 1206-1207
- Karin III ibn Ardashir Rukn al-Dawla Karin 1207-1209
- Rustam VI ibn Ardashir Xams al-Muluk 1209-1210 (segona vegada)
- A Coràsmia 1 d'abril del 1210